# 昆汀·理查森
昆汀·L·理查森（英語：Quentin L. Richardson，1980年4月13日—），美国前NBA联盟职业篮球运动员。他在2000年的NBA选秀中第1轮第18顺位被洛杉磯快船选中。理查森在NBA打了13個賽季，曾效力於洛杉磯快船隊、菲尼克斯太陽隊、紐約尼克斯隊、邁阿密熱火隊和奧蘭多魔術隊。其生涯代表年在2004-05賽季，他創造了太陽隊單賽季投進三分球的新紀錄，同時該年他贏得了NBA三分球大賽的冠軍。

## 外部連結
- 昆廷·理查德森在NBA（英语）
- 昆廷·理查德森在Basketball-Reference.com（NBA）（英语）
- 昆廷·理查德森在Sports-Reference.com（NCAA）（英语）
- 昆廷·理查德森在Eurobasket.com（球員）（英语）
- 昆廷·理查德森在Eurobasket.com（教練）（英语）
- 昆廷·理查德森在RealGM（英语）
- 昆廷·理查德森在Proballers（英语）